# Rhabdoweisiaceae
Rhabdoweisiaceae er en familie af mosser med 16 slægter, hvoraf seks findes i Danmark.
Arterne i denne familie har ægformede til lancetformede blade med foroven kvadratiske celler. Sporehusene er oprette.
| Slægter |

De stjernemærkede er de slægter, der er repræsenteret ved arter, som vokser i Danmark.
- Pudemos (Amphidium)*
- Arctoa
- Hundetandsmos (Cynodontium)*
- Bredtand (Dichodontium)*
- Krøltuemos (Dicranoweisia)*
- Glyphomitrium
- Holodontium
- Hymenoloma
- Kiaeria
- Oncophorus
- Oreas
- Smudsmos (Oreoweisia)*
- Pseudohyophila
- Tuemos (Rhabdoweisia)*
- Symblepharis
- Verrucidens